# Žlutý Kristus

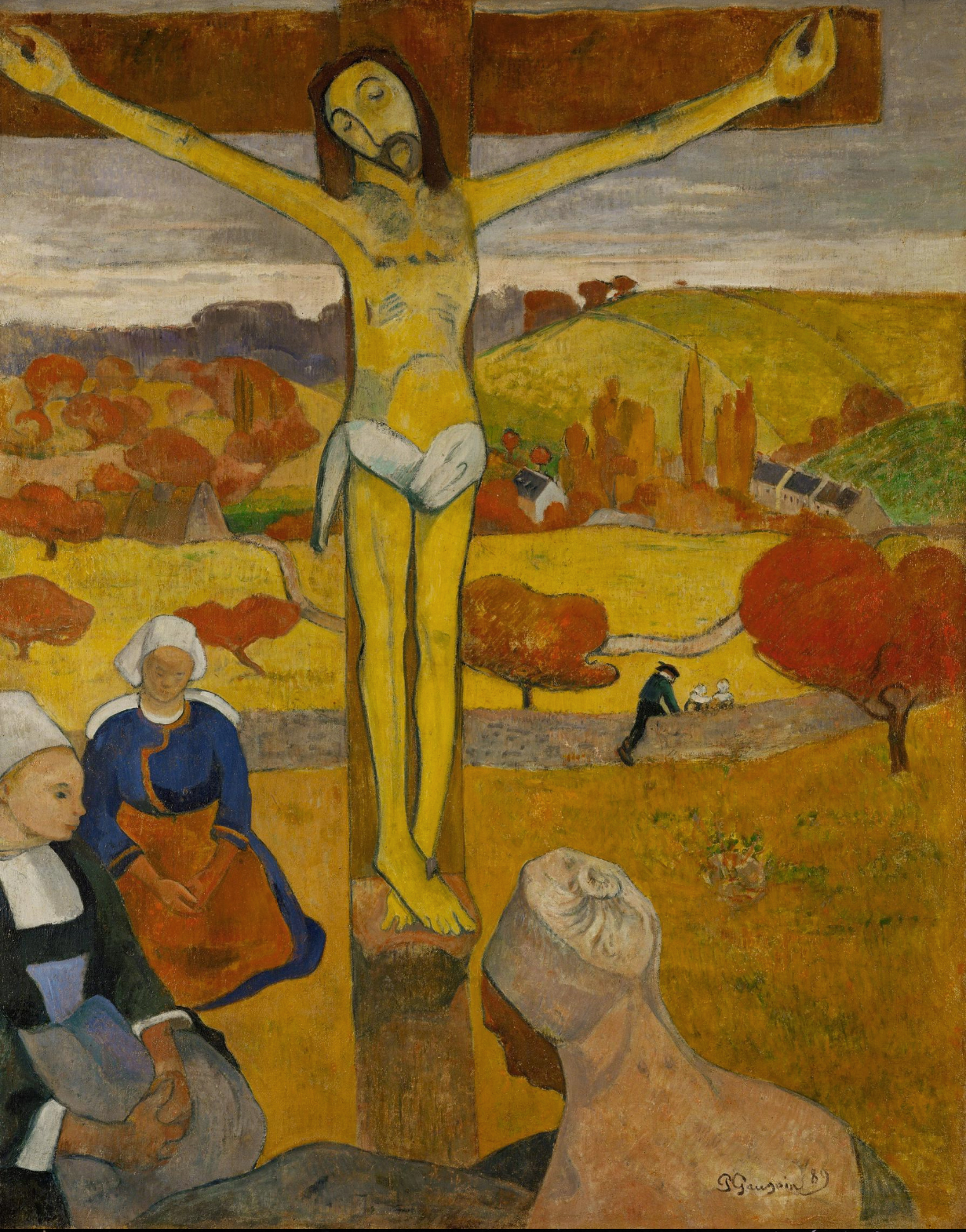
Žlutý Kristus, 1889, Albright-Knox Art Gallery

Obraz Žlutý Kristus (orig. Le Christ jaune) 1889 je jedním ze slavných pláten Paula Gauguina.

## Popis obrazu
Obraz Žlutý Kristus se bezprostředně inspiruje polychromovanou dřevěnou sochou – dílem ze 17. století, nacházející se v kapli v Trémalo, nedaleko autorova bydliště (Pont-Aven). Obraz je charakteristickým dílem pro syntetizmus a to, čemu se říká Gauguinův primitivismus.
Dílo nepůsobí prostorovým dojmem. Hloubka obrazu pochází převážně z divákovy zkušenosti vidění prostoru – ženy vlevo se perspektivně zmenšují, v pozadí je podzimní krajina. V polovině plátna obraz dělí kamenný plot, přes který přelézá člověk. Jako by autor chtěl navodit dojem všednosti.
Gauguin si vybírá čisté barvy, které nemodeluje, ale pokládá v širokých jednolitých skvrnách. Tím se liší od svých současníků, jako například Vincenta van Gogha. Na plátně zůstávají zachovány pouze nejdůležitější linie. Patrné je využívání systému již existujících uměleckých forem, které umělec přijímá za vlastní a dává je do nového kontextu. Z těchto zvláštních spojení, ze změti forem a inspirací navzájem si cizích, se rodí i jedno z jeho nejzralejších děl – Žlutý Kristus. Spisovatel Octave Mirbeau o díle píše, že je: zneklidňující a znamenitou směsici barbarské nádhery, katolické liturgie, hinduistických tužeb, gotické obraznosti, temného a subtilního symbolismu.
Barva je pro malíře vystižením pocitu. Proto ji nelze použít v jakékoli formě naturalismu nebo realismu. V tom se výrazně liší od impresionistů, od kterých se dlouhou dobu učil. Vytýká jim, že se neosvobodili od nutnosti popisování a ilustrace skutečnosti. Pro Gauguina existuje pouze malování a ne matoucí popisování skutečnosti.

## Technické podrobnosti
Rozměry 92x73 cm, obraz je možné zhlédnout v Albright-Knox Art Gallery, Buffalo, stát New York.